# Аркозелуш
Аркозелуш (порт. Arcozelos) — район (фрегезия) в Португалии, входит в округ Визеу. Является составной частью муниципалитета Моимента-да-Бейра. Находится в составе крупной городской агломерации Большое Визеу. По старому административному делению входил в провинцию Бейра-Алта. Входит в экономико-статистический субрегион Доуру, который входит в Северный регион. Население составляет 744 человека на 2001 год. Занимает площадь 8,56 км².